# Denis Humbert
Œuvres principales
- La Malvialle (1991)
- L'arbre à poules (1997)
- La dernière vague (2002)
- Une saison Caraïbes (2009)
- Le sang est plus épais que l'encre (2011)
- "Le bar du caïman noir (2013)

 (juin 2018).
Si vous disposez d'ouvrages ou d'articles de référence ou si vous connaissez des sites web de qualité traitant du thème abordé ici, merci de compléter l'article en donnant les références utiles à sa vérifiabilité et en les liant à la section « Notes et références ».
Denis Humbert est un romancier né en 1949 à Vesoul, dans l’est de la France.

## Biographie
Très tôt embarqué avec sa mère et ses deux frères dans les malles d’un père voyageur et humaniste travaillant pour l'Unesco, il passe son enfance en Côte d’Ivoire et son adolescence en Algérie. De ses allers et retours entre l’Afrique et la France, des cabines de paquebots aux salles d’attente des aéroports, il conservera la faculté de se sentir bien partout et de n’être nulle part une « personne déplacée ». Persuadé que ce détachement est une richesse il promène un regard désabusé et critique sur les mondes traversés. Le besoin de nature l’amène au début des années 1980 à se poser longuement dans les paysages d’Auvergne. C’est là que naissent l’envie et la nécessité de l’écriture[réf. souhaitée].
Peu soucieux de se construire une « carapace identitaire », son inspiration se nourrit à des sources multiples, de l’univers du cinéma aux auteurs anglo-saxons (Ernest Hemingway, Cormac McCarthy, Jim Thompson, James Ellroy, John Le Carré…) de Louis-Ferdinand Céline aux grands noms de la série noire, de l’absurde d’Albert Camus à celui de Samuel Beckett. En marge de sa vie professionnelle, il a animé des ateliers d’écriture à l’Université de Clermont-Ferrand ainsi qu’à l’Université de Fort-de-France. Onze de ses romans ont été publiés aux Presses de la cité et un chez Albin Michel.
Denis Humbert vit actuellement en Martinique.

## Œuvres
- Le bar du caïman noir, Presses de la Cité, 6 juin 2013, 180 p. (ISBN 978-2-258-09709-4)[1],[2].
- Le sang est plus épais que l'encre, Paris, Presses de la Cité, mai 2011, 324 p. (ISBN 978-2-258-09074-3) .
- Une saison Caraïbes, Paris, Albin Michel, octobre 2009, 304 p. (ISBN 978-2-226-19407-7)
- Un été d'illusions : roman, Paris, Presses de la Cité, février 2004, 300 p. (ISBN 2-258-06068-0)
- La dernière vague, Presses de la Cité, février 2002, 264 p. (ISBN 978-2-258-05672-5)[3]
- Les Demi-frères, Presses de la Cité, octobre 1999, 264 p. (ISBN 978-2-258-05005-1)
- L’arbre à poules, Presses de la Cité, octobre 1997, 243 p. (ISBN 978-2-7441-1589-9)
- La dent du loup, Presses de la Cité, avril 1996, 225 p. (ISBN 978-2-258-03922-3)
- La Rouvraie, Presses de la Cité, avril 1994, 240 p. (ISBN 978-2-258-03714-4)
- Un si joli village, Presses de la Cité, octobre 1992, 351 p. (ISBN 978-2-258-03744-1)
- La Malvialle, Presses de la Cité, juin 1991, 191 p. (ISBN 978-2-258-03419-8)